# Cornelius Jol
Cornelis Corneliszoon Jol (Scheveningen, Países Bajos, 1597-Santo Tomé, 31 de octubre de 1641), apodado Pie de Palo (en neerlandés: Houtebeen), fue almirante de la Compañía Neerlandesa de las Indias Occidentales durante la guerra de los ochenta años que las Diecisiete Provincias de los Países Bajos mantuvieron contra el Imperio español.
Jol, más que un militar, fue un corsario que saqueó las flotas españolas y portuguesas en el océano Atlántico, reuniendo grandes cantidades de botín. Su sobrenombre "pie de palo" le vino por usar una prótesis de madera para sustituir una pierna perdida durante una batalla.

## Biografía
Cornelis Jol provenía de una familia humilde de la localidad pesquera de Scheveningen, actualmente parte de La Haya. En 1626 se unió a la Compañía Neerlandesa de las Indias Occidentales y ascendió rápidamente hasta alcanzar el grado de almirante. Fue reputado por su valor, su habilidad como navegante y su trato cortés para con los prisioneros de guerra.
Jol cruzó el océano Atlántico nueve veces para atacar las flotas españolas y portuguesas a lo largo de la costa de Brasil y el mar Caribe.
En 1629 tomó la isla de Fernando de Noronha, en la costa brasileña, de donde fue expulsado poco después por las fuerzas portuguesas. 
En 1633, junto con Diego el Mulato, otro famoso corsario de la época, atacaba con 10 navíos Campeche, en la península de Yucatán, en aquel entonces en poder de España. En 1635 fue capturado cerca de Dunquerque por Jacob Collaert, corsario al servicio de España, y posteriormente liberado. Diego el Mulato también sería apresado y pasaría al servicio de España.
En 1638, intentando capturar la flota del tesoro española, mantuvo un enfrentamiento naval con la flota de don Carlos de Ibarra frente a la costa de Cuba. En España se publicaron dos relaciones en las que se informaba erróneamente de la muerte de Cornelius Jol durante este encuentro.
Participó en la batalla de las Dunas de 1639 al mando de un escuadrón de siete naves.
En 1640 actuó por la costa occidental de África, donde conquistó a los portugueses la ciudad de Luanda, (Angola), y la isla de Santo Tomé, donde murió de malaria en 1641.

## Cornelius Jol, hijo
Su hijo, con su mismo nombre, sirvió también en la armada holandesa. Fue capitán del Leiden bajo el mando del almirante Maarten Harpertszoon Tromp durante la Primera Guerra Anglo-Holandesa (1652-1654).